# Condado de Clay (Carolina do Norte)
O Condado de Clay é um dos 100 condados do estado americano da Carolina do Norte. A sede do condado é Hayesville, e sua maior cidade é Hayesville. O condado possui uma área de 571 km² (dos quais 15 km² estão cobertos por água), uma população de 8 775 habitantes, e uma densidade populacional de 16 hab/km² (segundo o censo nacional de 2000). O condado foi fundado em 1861.